# Kungshamn, Nacka kommun

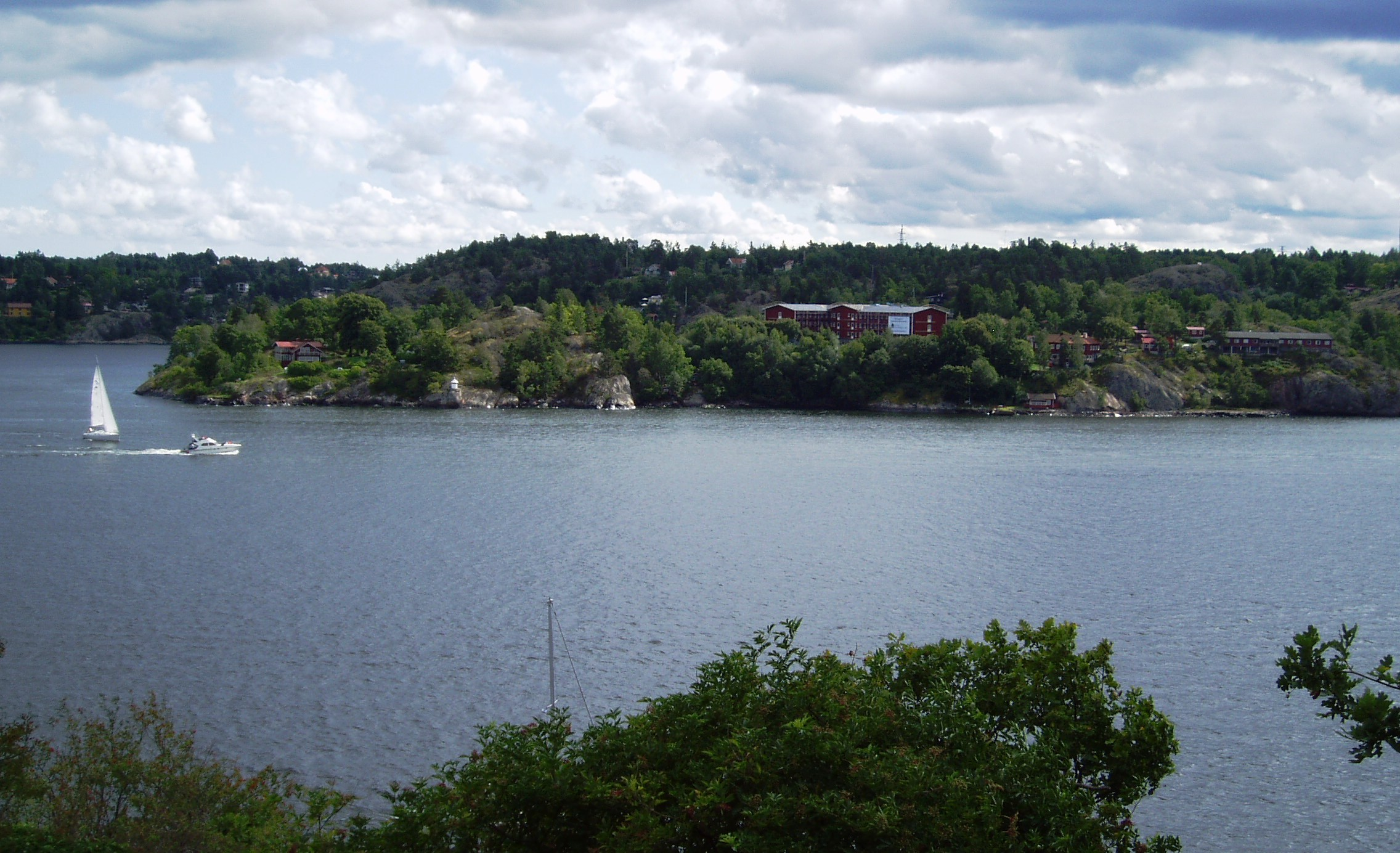
Vy från Lidingö mot Kungshamn

Kungshamn är ett hamnområde vid Kungsviken, mellan Lilla Värtan och Halvkakssundet i Nacka kommun och på västra sidan av norra mynningen till Skurusundet. Sveriges holme ligger precis utanför och längre bort Danmarks holme.
En hamn fanns på platsen under medeltiden, och är på 1200-talet omnämnd i Bjärköarätten som uthamn till Stockholms stad. I Bjärköarätten fastslås en jurisdiktionsregel av innebörd att brott som begås mellan Stockholm och "Konungshamn" skall "bötas efter Stockholms rätt". I Kungshamn samlade sveakungen sin ledung, dvs. sin folkligt baserade flotta, innan man avseglade mot andra länder eller för strid med fienden. Under vikingatiden var Kunghamns udde en holme och mellan holmen och Sicklaön fanns ett smalt gatt. Från uppgifter i danska arkiv vet man att danska kungar under senmedeltidens unionsstrider ankrade med sina flottor i Kungshamn.

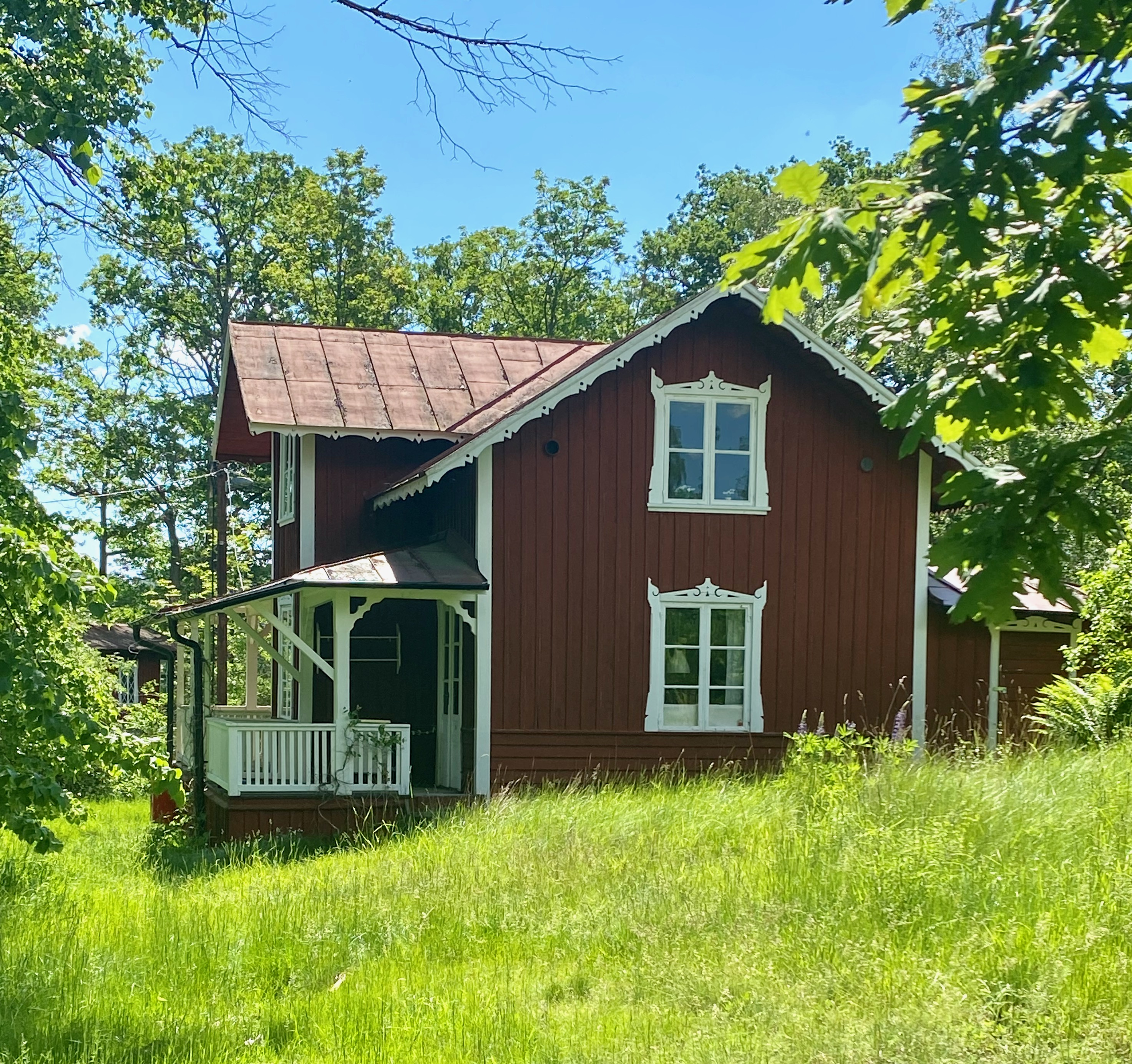
"Mindre villan" i Kungshamn, Nacka. Sommarnöje från 1870-talet.

På den nordligaste udde i Kungshamn finns några få äldre byggnader bevarade, bl.a. "Stora villan" och "Mindre villan" vilka är byggda på 1870-talet och som användes som sommarnöjen i slutet av 1800-talet. Som framgår av en karta från 1774 låg där tidigare en krog. Marken med de gamla sommarvillorna inköptes 1930 av Stiftelsen Anna Johansson-Visborgs minne.

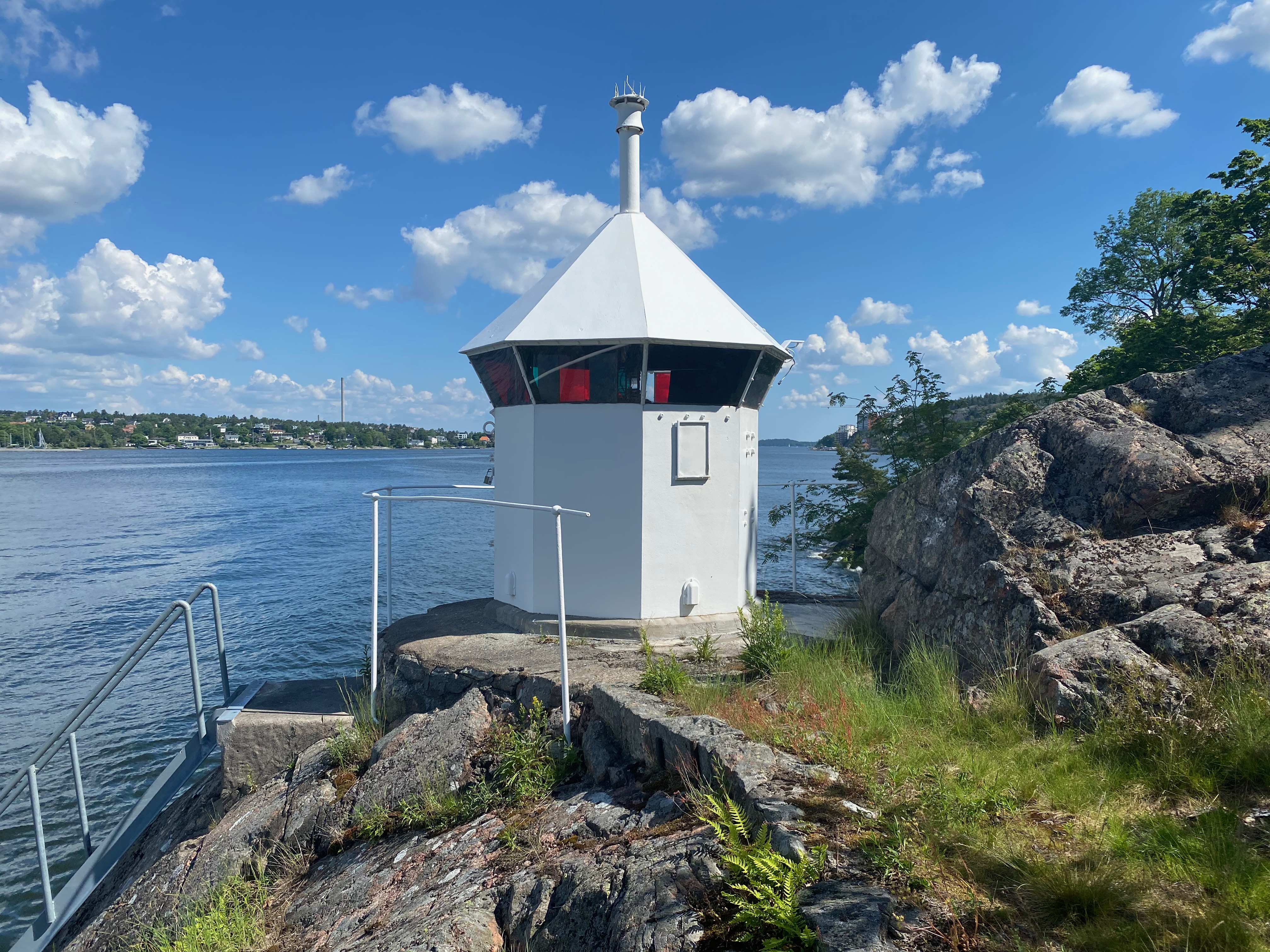
Fyren i Kungshamn, Nacka. Byggd 1905.

År 1905 anlades en fyr i Kungshamn. Fyren hade då en veklampa som drevs av fotogen. Senare ersattes fotogenlyktan med AGA-ljus och gasdrift för att slutligen 1956 konverteras till eldrift.